# 君だけを見ていた (久石譲の曲)
「君だけを見ていた」（きみだけをみていた）は、久石譲のシングル。1992年3月4日に、東芝EMI / Planet earthからリリースされた。

## 解説
- 前作「THE INNERS 〜遙かなる時間の彼方へ〜」から約3年ぶりとなるシングルで、フジテレビ系ドラマ『大人は判ってくれない』の主題歌に起用された[2]。
- カップリング曲の「Tango X.T.C.」は、同年に発売されたアルバム『My Lost City』[3]のシングルカットである。

## 収録曲
| 全作曲・編曲: 久石譲。 |                      |           |            |                                                                  |      |
| #                      | タイトル             | 作詞      | 作曲・編曲 | タイアップ                                                       | 時間 |
| 1.                     | 「君だけを見ていた」 |           | 久石譲     | フジTV系全国ネット『大人は判ってくれない』オープニング・テーマ曲 | 3:57 |
| 2.                     | 「Tango X.T.C.」     |           | 久石譲     | フジTV系全国ネット『大人は判ってくれない』エンディング・テーマ曲 | 4:15 |
| 合計時間:              | 合計時間:            | 合計時間: | 8:12       |                                                                  |      |

## 参加ミュージシャン
| 君だけを見ていた - Joe Hisaishi : Paino & Synth. - Kisyoshi Hiyama : Chorus - Fujimaru Yoshino : Guitar - Fumihiko Kazama : Accordion - Masatsugu Shinozaki : Strings | Tango X.T.C. - Joe Hisaishi : Piano & Synth. - Richard Galliano : Bandonéon - Phil Todd : Sax - Chris Laurence : Bass |

## 収録アルバム
| 曲名         | 収録作品         | 発売日        | 規格品番  | 備考 |
| ------------ | ---------------- | ------------- | --------- | ---- |
| Tango X.T.C. | 『My Lost City』 | 1992年2月12日 | TOCT-6414 |      |